# The Wages of Love
Chansons représentant l'Irlande au Concours Eurovision de la chanson
Chance of a Lifetime
(1968) All Kinds of Everything
(1970)
Singles de Muriel Day
Nine Times Out of Ten
(1969)
The Wages of Love (Le Prix de l'amour) est une chanson interprétée par la chanteuse britannique nord-irlandaise Muriel Day représentant l'Irlande au Concours Eurovision de la chanson 1969.

## À l'Eurovision

### Sélection
Le 16 février 1969, ayant remporté la finale nationale irlandaise, la chanson The Wages of Love est sélectionnée pour représenter l'Irlande au Concours Eurovision de la chanson 1969 le 29 mars à Madrid, en Espagne.

### À Madrid
La chanson est intégralement interprétée en anglais, l'une des deux langues officielles de l'Irlande, comme l'impose la règle entre 1966 et 1972. L'orchestre est dirigé par Noel Kelehan.
The Wages of Love est la cinquième chanson interprétée lors de la soirée, suivant Maman, Maman de Jean-Jacques pour Monaco et précédant Due grosse lacrime bianche d'Iva Zanicchi pour l'Italie.
À l'issue du vote, elle obtient 10 points et se classe 7e — à égalité avec Jennifer Jennings de Louis Neefs pour la Belgique — sur 16 chansons,.

## Liste des titres
| A1. | The Wages of Love | Michael Reade    | 2:50 |
| B1. | Thinking of You   | Brierly, Crosbie | 3:33 |

## Classements

### Classements hebdomadaires
| Classement (1969) | Meilleure position |
| ----------------- | ------------------ |
| Irlande (IRMA),   | 1                  |

## Historique de sortie
| Pays        | Date | Format   | Label    |
| ----------- | ---- | -------- | -------- |
| Canada      | 1969 | 45 tours | Columbia |
| Espagne     | 1969 | 45 tours | CBS      |
| France      | 1969 | 45 tours | CBS      |
| Irlande,    | 1969 | 45 tours | Dolphin  |
| Norvège     | 1969 | 45 tours | CBS      |
| Pays-Bas    | 1969 | 45 tours | CBS      |
| Portugal    | 1969 | 45 tours | CBS      |
| Royaume-Uni | 1969 | 45 tours | CBS      |